# Kim Mulkey
Kim Mulkey, née le 17 mai 1962 à Santa Ana, en Californie, est une joueuse et entraîneure américaine de basket-ball. Elle évoluait au poste d'arrière. Elle est la première personne de l'histoire de la NCAA à remporter le titre de championne de basket-ball en tant que joueuse, entraîneuse assistante et entraîneuse en cheffe.

## Palmarès
- Championne olympique 1984
- Finaliste du championnat du monde 1983
- Vainqueur des Jeux panaméricains de 1983